# Bulbophyllum deminutum
Bulbophyllum deminutum là một loài phong lan thuộc chi Bulbophyllum.